# چارلز پدرسون
چارلز جان پدرسون (به انگلیسی: Charles John Pedersen) ‏ (۳ اکتبر، ۱۹۰۴ - ۲۶ اکتبر ، ۱۹۸۹) شیمیدان آمریکایی بود که در سال ۱۹۷۸ به طور مشترک به همراه دونالد کرام و جان ماری لن «به خاطر توسعه و استفاده از مولکولهایی با تعاملات گزینشی تحت ساختاری»
موفق به دریافت جایزه نوبل در شیمی شد.